# Безкрилка
Безкрилка — різновид інтелектуальної гри, віршована загадка.

## Походження
Винахідником гри є Олег Пелипейченко (Харків). Вперше гра була запропонована у 1998 році й отримала назву "безкрилка". Сама ж ідея побудови віршів з цитатами далеко не нова. Наприклад, вагант XII століття Вальтер Шатільонскій (він же Готьє з  Лілля) захоплювався так званими  versus cum auctoritate  — віршами, що поєднують вагантську строфу з цитатою з античного автора.

## Опис гри
Безкрилка являє собою невеликий вірш, як правило чотиривірш, з якого видалена частина тексту (найчастіше останній рядок). Ця видалена частина тексту повинна бути  крилатою фразою або словосполученням, відомим рядком з вірша або пісні, яку і треба відгадати. Назву «безкрилка» дано через брак в її тексті крилатої фрази, яку потрібно відновити .
Відповідь на бескрилку має назву  крило  і повинна відповідати решті чотиривіршу (званому  тілом ):
- За змістом,
- По  римі,
- По  розміром (з точною відповідністю числа складів).

Як правило, оригінальна фраза розміщується у безкрилці у інший контексті, де їй надається зовсім інший зміст, часто з грою слів.
Поряд з точною відповідністю пропущеної частини вихідної крилатої фрази, правилами зазвичай дозволяється зміна розділових знаків і регістра букв, перенесення оригінальної фрази з рядка на рядок і навіть переразбіеніе слів оригіналу (інша розстановка пробілів між словами при тих же буквах). Допускаються також  синкопа, переакцентуація та інші літературні огріхи Помилка виразу: неочікуваний оператор <.
Існують різні відхилення від цих правил (деяка неграмотність в крилі, бескрилка в прозі, крило іноземною мовою тощо). Бескрилкі з такими відхиленнями вважаються «експериментальними».
Зустрічаються також «двукрилкі» — безкрилкі, в яких пропущені дві фрази з двох різних джерел.
Для знаходження відповіді на бескрилкі потрібні логічне мислення та ерудиція. 
Іноді правилами передбачається залік неавторської («дуальної») відповіді. Від такої відповіді потребується популярність фрази, її відповідність по римі, розміру і змістом, а також «обіграваш» — гра слів або переосмислення крила — не гірше, ніж в авторській відповіді .

## Приклади
- Безкрилка з точною крилатою фразою:

Племінник Сталіна відставив 

Порожню чарку і сказав: 

"[. . .], 

А самих брехливих поправляв ". 
 

Відповідь:  Мій дядько самих чесних правил  

Автор: Н. Голованова

- Експериментальна бескрилка в прозі (з усіх вимог залишився тільки момент обігравання оригінальної фрази в іншому контексті):

У сорок другому році всю верхівку СС звозили на екскурсію до П'ятигорська. 

[…]. 
 

Відповідь: Ніколи ще Штірліц не був такий близький до  Провалу 

Автор: Д. Борок

## Публікації по темі
- Костянтин Кноп. Я не поет, але говорю віршами // Компьютерра № 34 від 24 серпня 1999
- Абросимова Е. А., Соломіна H. В. Безкрилка як інтертекстуальний феномен / Е А Абросимова, H В Соломіна // Концепт і культура: матеріали III міжнародної наукової конференції пам'яті професора H В Феоктистовой, Кемерово, 27-28 березня 2008 р — Кемерово, 2008 -С 369–376
- Алла Докучаєва. І стала удача нагородою за сміливість [Архівовано 22 лютого 2006 у Wayback Machine.] // «Республіка Башкортостан» 27.12.2005 (в http://www.agidel.ru/?param1=4526&tab=12 Internet Archive)
- Дмитро Славін. Безкрилки [Архівовано 27 серпня 2007 у Wayback Machine.] // За науку! № 1533 2000 год
- Олег Антонов. Як підкорити вершини інтелектуальних ігор? Частина 3. [Архівовано 31 липня 2013 у Wayback Machine.] // ШколаЖизни.ру 23.02.2008
- Публікація в альманасі «Зустріч» Albert L. Schultz Russian Emigre Department, Albert L. Schultz Jewish Community Center. California

Шаблон:Інтелектуальні ігри